# Michele Tedeschi
Michele Tedeschi (Taranto, 26 dicembre 1915 – ...) è stato un calciatore e allenatore di calcio italiano, di ruolo portiere.

## Carriera

### Giocatore
Fa il suo esordio nel Taranto nella stagione 1940-1941, durante la quale subisce 3 gol in 3 partite in Coppa Italia e 15 gol in 13 partite nel campionato di Serie C; rimane in rosa anche nella stagione 1941-1942, nella quale subisce 24 reti in 17 incontri di campionato, sempre in terza serie.
Ha giocato 3 partite nel campionato pugliese con la maglia dell'Unione Sportiva Arsenale; successivamente, nella stagione 1945-1946 ha subito 12 gol in 13 presenze nella Pro Italia di Taranto, nel campionato di Serie C.
Nella stagione 1946-1947 ha subito 38 gol in 31 presenze in Serie B con la maglia del Taranto, che a fine anno è retrocesso in Serie C. In seguito alla fusione fra Taranto ed Unione Sportiva Arsenale (l'altra squadra di Taranto, ancora militante in Serie B) a partire dalla stagione 1947-1948 nacque l'Unione Sportiva Arsenaltaranto, con cui Tedeschi giocò 4 partite subendo 5 reti nella serie cadetta; venne riconfermato in squadra anche per la stagione successiva, nella quale scese in campo in 16 occasioni subendo in totale 19 gol. L'anno seguente, nel quale la squadra chiuse il campionato di Serie B al 20º posto in classifica retrocedendo così in Serie C, Tedeschi subì 2 reti in 2 presenze. Rimase in rosa anche nella stagione 1950-1951, durante la quale subì 9 gol in 4 partite, per poi lasciare la squadra a fine anno.
In carriera ha giocato complessivamente 53 partite di Serie B, nelle quali ha subito complessivamente 65 reti.

### Allenatore
Nel 1950 per un breve periodo ha anche allenato l'Arsenaltaranto, in Serie B.